# Port Edwards (hrabstwo Wood)
Port Edwards – wieś w Stanach Zjednoczonych, w stanie Wisconsin, w hrabstwie Wood.